# 法兰克福动物园
50°06′56″N 8°42′11″E / 50.115583°N 8.703139°E

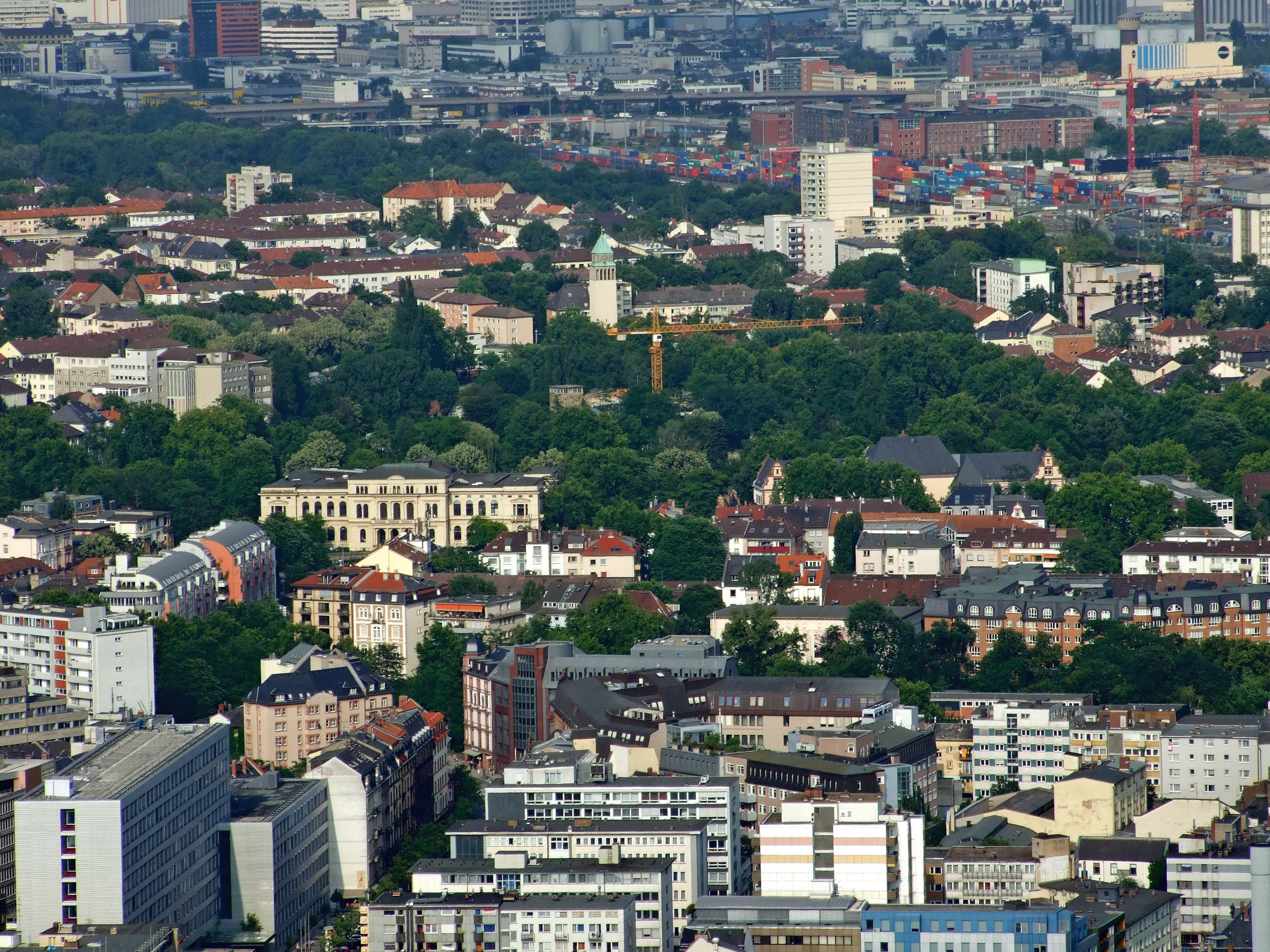
法兰克福动物园入口

法兰克福动物园是位于德国法兰克福的一座动物园。法兰克福动物园拥有超过5000多只动物、600多种动物。占地约13公顷。

## 历史
动物园始建于1858年，是德国第二个建立的动物园。动物园最早的园长是伯恩哈德·格日梅克。